# ديناميك الجسيمات الماركوفية
ديناميات الجسيمات الماركوفية (DMP) هي أساس نظرية حركة الجسيمات في النظم غير المتجانسة المفتوحة. ومن الممكن النظر إليها كتطبيق لمفهوم العملية العشوائية المتصورة ككيان مادي على سبيل المثال يتحرك الجسيم وذلك لوجد احتمال انتقالي يعمل عليه.
يمكن ملاحظة ان هناك سمتين خاصيتين لديناميكيات الجسيمات الماركوفية، الخاصية الأولى هي وجود علاقة شبيهة بإرجوديك بين حركة الجسيمات والحالة الثابتة المقابلة لها الخاصية الثانية إن المفهوم الكلاسيكي للحجم الهندسي لا يظهر في أي مكان مثال ذلك
مفهوم مثل تدفق «المادة» لا يعبر عنه على أنه لتر لكل وحدة زمنية بل على أنه عدد من الجسيمات لكل وحدة زمنية).
وعلى الرغم من أنه بدائي، فقد طُبق النظام لحل مفارقة كلاسيكية تتمثل في امتصاص الزئبق بواسطة الأسماك والرخويات. وقد طبقت النظرية أيضا على الاشتقاقي الاحتمالي المحض للمبدأ المادي الأساسي وحفظ الكتلة، ويمكن اعتبار ذلك كمساهمة في النقاش القديم والمستمر للعلاقة بين الفيزياء ونظرية الاحتمال.